# Sanhoane (Santa Marta de Penaguião)
Sanhoane é uma povoação portuguesa do Município de Santa Marta de Penaguião que foi sede da extinta Freguesia de Sanhoane, freguesia que tinha 3,72 km² de área e 375 habitantes (2011), e, por isso, uma densidade populacional de 100,8 hab/km².
A Freguesia de Sanhoane foi extinta (agregada) pela reorganização administrativa de 2012/2013, sendo o seu território integrado na União de Freguesias de Lobrigos (São Miguel e São João Baptista) e Sanhoane.

## População
| Número de habitantes | Número de habitantes | Número de habitantes | Número de habitantes | Número de habitantes | Número de habitantes | Número de habitantes | Número de habitantes | Número de habitantes | Número de habitantes | Número de habitantes | Número de habitantes | Número de habitantes | Número de habitantes | Número de habitantes |
| -------------------- | -------------------- | -------------------- | -------------------- | -------------------- | -------------------- | -------------------- | -------------------- | -------------------- | -------------------- | -------------------- | -------------------- | -------------------- | -------------------- | -------------------- |
| 1864                 | 1878                 | 1890                 | 1900                 | 1911                 | 1920                 | 1930                 | 1940                 | 1950                 | 1960                 | 1970                 | 1981                 | 1991                 | 2001                 | 2011                 |
| 836                  | 843                  | 1.042                | 1.184                | 950                  | 939                  | 1.134                | 1.163                | 1.044                | 938                  | 701                  | 608                  | 524                  | 422                  | 375                  |

(Obs.: Número de habitantes "residentes", ou seja, que tinham a residência oficial neste concelho à data em que os censos  se realizaram.)
| Distribuição da População por Grupos Etários em 2001 e 2011 | Distribuição da População por Grupos Etários em 2001 e 2011 | Distribuição da População por Grupos Etários em 2001 e 2011 | Distribuição da População por Grupos Etários em 2001 e 2011 | Distribuição da População por Grupos Etários em 2001 e 2011 | Distribuição da População por Grupos Etários em 2001 e 2011 | Distribuição da População por Grupos Etários em 2001 e 2011 | Distribuição da População por Grupos Etários em 2001 e 2011 | Distribuição da População por Grupos Etários em 2001 e 2011 | Distribuição da População por Grupos Etários em 2001 e 2011 |
| ----------------------------------------------------------- | ----------------------------------------------------------- | ----------------------------------------------------------- | ----------------------------------------------------------- | ----------------------------------------------------------- | ----------------------------------------------------------- | ----------------------------------------------------------- | ----------------------------------------------------------- | ----------------------------------------------------------- | ----------------------------------------------------------- |
| Idade                                                       | 0-14                                                        | 15-24                                                       | 25-64                                                       | > 65                                                        |                                                             | 0-14                                                        | 15-24                                                       | 25-64                                                       | > 65                                                        |
| 2001                                                        | 47                                                          | 65                                                          | 210                                                         | 100                                                         |                                                             | 11,1%                                                       | 15,4%                                                       | 49,8%                                                       | 23,7%                                                       |
| 2011                                                        | 44                                                          | 32                                                          | 213                                                         | 86                                                          |                                                             | 11,7%                                                       | 8,5%                                                        | 56,8%                                                       | 22,9%                                                       |

## Património
- Igreja Matriz de Sanhoane;
- Capela de Santa Ana;
- Capela de São Sebastião.

1. ↑  Lei n.º 11-A/2013, de 28 de janeiro: Reorganização administrativa do território das freguesias. Anexo I. Diário da República, 1.ª Série, n.º 19, Suplemento, de 28/01/2013.
2. ↑  Instituto Nacional de Estatística (Recenseamentos Gerais da População) - https://www.ine.pt/xportal/xmain?xpid=INE&xpgid=ine_publicacoes